# Братья Капоццоли
Братья Доменико, Патрицио и Донато Капоццоли (итал. Domenico, Patrizio e Donato Capozzoli) — участники итальянского освободительного движения 1820-х годов.
Участвуя в 1820 году в восстании карбонариев, отличились в нём своим революционным пылом. После восстановления старого порядка они укрывались в горах в течение многих лет. В 1828 году, когда каноник Де Лука призвал народ к свободе, Капоццоли подняли народ и завладели большой частью Чиленто. Жестокий Дель Карретто подавил мятеж; Капоццоли вынуждены были бежать сначала в Ливорно, затем на Корсику. Отсюда они вернулись в родные горы, но убежище их было выдано властям. После отчаянной борьбы они были взяты в плен и обезглавлены 27 июня 1829 года.